# Olga Rypakova
Olga Rypakova (Öskemen, 30 de noviembre de 1984) es una atleta de Kazajistán que consiguió la medalla de oro en la especialidad de triple salto en los Juegos Olímpicos de Londres 2012.
En los inicios de su carrera deportiva compitió como heptaptleta, más tarde se especializó en salto de longitud y a partir de 2007 en triple salto. Consiguió la medalla de oro de pentatlón en los campeonatos de Asia en pista cubierta de 2005. En el 2006 obtuvo la medalla de oro en heptalon en los campeonatos de  Asia.
En los Juegos Olímpicos de Pekín 2008 finalizó cuarta en triple salto y estableció el récord de Asia en 15.11 metros.  En los años 2007 y 2009, representó a  Kazajistán en los campeonatos del mundo  de atletismo. En el 2010 obtuvo la medalla de oro en los campeonatos del mundo en pista cubierta con una marca de 15.14 metros.
Olga Rypakova se proclamó campeona olímpica de triple salto en los Juegos Olímpicos de Londres 2012, con un mejor salto de 14,98 m (v-0,4 m/s), por delante de la colombiana Caterine Ibargüen (14,80) y la ucraniana Olha Saladuha (14,79).